# 大間々郵便局
大間々郵便局（おおままゆうびんきょく）は群馬県みどり市にある郵便局。民営化前の分類では集配普通郵便局であった。

## 概要
住所：〒376-0199 群馬県みどり市大間々町大間々1477

## 沿革
- 1873年（明治6年） - 大間々郵便取扱所として開設[1]。
- 1875年（明治8年）1月1日 - 大間々郵便局（五等）となる。
- 1884年（明治17年）7月16日 - 為替取扱及び貯金取扱を開始[2]。
- 1889年（明治22年）10月16日 - 大間々郵便電信局となる。
- 1903年（明治36年）4月1日 - 通信官署官制の施行に伴い大間々郵便局となる。
- 1955年（昭和30年）11月1日 - 電気通信業務の取扱を大間々電報電話局に移管[3]。
- 1956年（昭和31年）5月11日 - 福岡簡易郵便局の廃止に伴い、取扱事務を承継。
- 1956年（昭和31年）11月1日 - 和文電報受付事務の取扱を開始。
- 1973年（昭和48年）10月29日 - 特定郵便局から普通郵便局に局種別改定。
- 1984年（昭和59年）3月26日 - 水沼郵便局から集配業務を移管。
- 2000年（平成12年）8月14日 - 外国通貨の両替および旅行小切手の売買に関する業務取扱を開始。
- 2006年（平成18年）10月23日 - 花輪郵便局から「376-03xx」区域の集配業務を移管[4]。
- 2007年（平成19年）10月1日 - 民営化に伴い、併設された郵便事業大間々支店に一部業務を移管。
- 2012年（平成24年）10月1日 - 日本郵便株式会社発足に伴い、郵便事業大間々支店を大間々郵便局に統合。

## 取扱内容
- 郵便、印紙、ゆうパック、内容証明
- 貯金、為替、振替、振込、国際送金、国債、投資信託
- 生命保険、バイク自賠責保険、自動車保険、がん保険、引受条件緩和型医療保険
- ゆうちょ銀行ATM
- 「376-01xx」「376-03xx」区域（みどり市（旧山田郡大間々町域、旧勢多郡東村域[5]）、桐生市（旧勢多郡黒保根村域、旧勢多郡新里村域））の集配業務
- ゆうゆう窓口

## 周辺
- みどり市役所 大間々庁舎
- 群馬県立大間々高等学校
- みどり市立大間々中学校
- みどり市立大間々南小学校
- 国道122号
- 国道353号
- 渡良瀬川

## アクセス
- わたらせ渓谷鐵道わたらせ渓谷線 大間々駅から南西へ約800m（徒歩約9分）、東武桐生線・上毛電気鉄道上毛線 赤城駅から北へ約1km（徒歩約11分）
- 赤城観光自動車「電話でバス」 市役所大間々庁舎停留所下車
- 北関東自動車道 太田藪塚ICから北へ約10km
- 駐車場あり：28台